# 加味香蘇散
加味香蘇散為一中醫方劑名稱，溫辛解表劑。以現代的話語來說，主要治療於感冒以及因感冒所伴隨的一些症狀，如頭痛、咳嗽、流鼻涕、鼻血以及腸胃脹氣等徵候。

## 主治
外感風寒，兼有氣滯證。頭痛項強，鼻塞流涕、或流鼻血，身體疼痛，發熱惡寒或惡風，無汗，胸脘痞悶，苔薄白，脈浮。

## 方劑組成
紫蘇葉（5克）、陳皮（4克）、香附（4克）、甘草炙（2.5克）、荊芥（3克）、秦艽（3克）、防風（3克）、蔓荊子 （3克）、川芎（1.5克）、生薑三片。

## 出處
本方出自《醫學心悟》卷二，該書對於本方之用法，有如下之陳述：
- 霜降以後，天令嚴寒，感之而即病者，正傷寒也。其症發熱惡寒，頭項痛，腰脊強身體痛。但脈浮緊、無汗為傷寒；脈浮緩、有汗為傷風。寒用麻黃湯，風用桂枝湯。予以「加味香蘇散」代之，隨手而愈。
- 衄者，鼻中出血也。寒氣初客於經，則血凝滯而不行，何得有衄？今見衄者，是寒邪將散，榮血周流，病當解也。古人謂血為紅汗是也。然衄症亦有表裏之殊，寒邪在經，頭痛發熱而衄者，表也，宜微汗之，「加味香蘇散」主之。[2]

## 辨症要點
1. 本方用於傷寒或傷風之症，故有發熱惡寒、脈浮緊、無汗之傷寒症或是惡寒、脈浮緩、有汗之傷風症。其亦伴隨著有頭項痛、腰背緊、或全身痠痛之症狀。
2. 若流鼻血係因寒邪所致者，亦可用本方。

## 方義
- 紫蘇葉、荊芥可以發汗
- 防風、秦艽、蔓荊子可以袪濕止痛
- 香附、陳皮調和胃氣，治療腹脹
- 川芎活血
- 生薑助發汗
- 甘草和中